# 湯米·拉·史戴拉
湯瑪斯·法蘭克·拉·史戴拉（英語：Thomas Frank La Stella，1989年1月31日—），為美國職棒大聯盟的內野手，目前為自由球員。他先前曾效力過勇士、小熊、運動家、巨人與水手等隊。2011年美國職棒大聯盟選秀，史戴拉在第八輪被勇士隊選走。他於2014年登上大聯盟，並在隔一年被交易至小熊隊。2016年拿下世界大賽冠軍，2019年首度入選明星賽。

## 職業生涯

### 亞特蘭大勇士
2011年美國職棒大聯盟選秀，勇士隊在第八輪選進史戴拉。2012年和2013年，他分別待在高階1A與2A。其中他在2A的打擊率為3成43。
2014年，史戴拉受邀參加大聯盟春訓。該年他從3A出發，並在5月28日登上大聯盟，並在初登板就敲出2支安打。同年8月8日，史戴拉擊出大聯盟生涯首轟。該年他出賽93場比賽，打擊率為2成53。

### 芝加哥小熊
2014年11月16日，勇士隊用史戴拉和一個國際簽約額度與小熊隊交易Aroldys Viscaino和三個國際簽約額度。不過他在2015年球季開幕戰隔天就拉傷右斜肌。後來他在小聯盟復健的時候又再次傷到同個部位。8月24日，史戴拉終於重返大聯盟。這年他也練習防守三壘，讓自己可以同時守備多個位置。該年他僅出賽33場比賽，打擊率2成69。當時他在2015年國家聯盟外卡晉級賽就是擔任小熊隊的三壘手。
2016年球季，史戴拉僅出賽74場比賽，期間他多次在大聯盟與3A間來回浮沉。該年他的打擊率為2成70，另擊出2轟與11分打點。這一年小熊隊終於打破超過百年歷史的山羊魔咒，拿下世界大賽冠軍。不過史戴拉只有在分區賽亮相，他的位置在國聯冠軍賽被左投Rob Zastryzny取代。到了世界大賽更是因為凱爾·舒瓦伯的傷癒回歸而沒有出場機會。
2017年，史戴拉出賽73場比賽，打擊率2成88。單季5發全壘打已是生涯新高，而他也敲出22分打點。
2018年8月31日，史戴拉以代打身分擊出第21支安打，打破了由Thad Bosley和Dave Clark共同保持的隊史紀錄。他在破紀錄的前一場比賽才敲出一發逆轉比分的2分全壘打，這也是他該年的首轟。該年他的打擊率為2成66，僅擊出1轟與19分打點。

### 洛杉磯天使
2018年11月29日，拉史戴拉被交易至天使隊。2019年上半季，他出賽43場比賽，打擊率為3成01，另有11轟與25分打點。該年他也首度入選明星賽，不過他在7月2日因為接殺界外飛球造成脛骨斷裂。最終他出賽80場比賽，打擊率2成95，另有16轟與44分打點。

### 奧克蘭運動家
2020年8月，天使用史戴拉向運動家交易Franklin Barreto。該年他合計繳出2成81的打擊率，敲出5轟與25分打點。而他也發生了美聯二壘手最多的4次失誤。

### 舊金山巨人
2020年1月27日，史戴拉與巨人隊簽下3年合約。

## 外部連結
- 球員資訊和成績在MLB，ESPN，Baseball-Reference，Fangraphs（英文）